# اسلام‌الدین صدیق
اسلام‌الدین صدیق (انگلیسی: Islahuddin Siddique؛ زادهٔ ۱۰ ژانویه ۱۹۴۸) ورزشکار هاکی روی چمن اهل پاکستان است.
وی در مسابقات کشوری و بین‌المللی در مجموع برندهٔ ۳ مدال طلا، ۲ مدال نقره، ۱ مدال برنز شده‌است.